# Santiago Challenger (1986-2001)
Il Santiago Challenger è stato un torneo professionistico di tennis giocato su campi in terra rossa. Faceva parte dell'ATP Challenger Series. Si giocava annualmente a Santiago in Cile dal 1986 al 2001.

## Albo d'oro

### Singolare
| Anno       | Campione             | Finalista              | Punteggio            |
| ---------- | -------------------- | ---------------------- | -------------------- |
| 1986       | Pablo Arraya         | Mark Dickson           | 2–6, 7–6, 6–0        |
| 1987       | Javier Frana         | Alberto Mancini        | 2–6, 6–3, 6–4        |
| 1988- 1990 | Non disputato        | Non disputato          | Non disputato        |
| 1991       | Alberto Mancini      | Pedro Rebolledo        | 6–3, 6–3             |
| 1992       | Marcelo Ingaramo     | Sergio Cortés          | 6–4, 6–1             |
| 1993       | Torneo non disputato | Torneo non disputato   | Torneo non disputato |
| 1994       | Non disputato        | Non disputato          | Non disputato        |
| 1995       | Nicolás Lapentti     | Nicolás Pereira        | 7–6, 6–3             |
| 1996       | Guillermo Cañas (1)  | Franco Squillari       | 7–6, 6–1             |
| 1997       | Guillermo Cañas (2)  | Dennis van Scheppingen | 4–6, 7–5, 6–3        |
| 1998       | Sebastián Prieto     | Peter Wessels          | 7–5, 6–4             |
| 1999       | Nicolás Massú        | Karim Alami            | 6–7, 6–2, 6–4        |
| 2000       | Diego Moyáno         | Sebastián Prieto       | 6–3, 6–2             |
| 2001       | Marcelo Ríos         | Edgardo Massa          | 6–4, 6–2             |

### Doppio
| Anno       | Campioni                            | Finalisti                              | Punteggio            |
| ---------- | ----------------------------------- | -------------------------------------- | -------------------- |
| 1986       | Ricardo Acuña Hans Gildemeister (1) | Mark Dickson Derek Tarr                | 7–6, 7–6             |
| 1987       | Javier Frana Hans Gildemeister (2)  | Marcos Hocevar Alexandre Hocevar       | 6–4, 6–3             |
| 1988- 1990 | Non disputato                       | Non disputato                          | Non disputato        |
| 1991       | Gustavo Garetto Marcelo Ingaramo    | Hans Gildemeister Felipe Rivera        | 6–2, 4–6, 6–4        |
| 1992       | Christer Allgårdh Jacco van Duyn    | Luis Lobo Martin Stringari             | 4–6, 7–6, 7–5        |
| 1993       | Torneo non disputato                | Torneo non disputato                   | Torneo non disputato |
| 1994       | Non disputato                       | Non disputato                          | Non disputato        |
| 1995       | Brandon Coupe Sébastien Leblanc     | Nicolás Lapentti Gabriel Silberstein   | 3–6, 7–5, 6–4        |
| 1996       | Gastón Etlis Martín Rodríguez       | Alejandro Aramburú Acuña Ramón Delgado | 6–4, 6–4             |
| 1997       | Lucas Arnold Ker Jaime Oncins       | Diego del Río Mariano Puerta           | 6–2, 6–2             |
| 1998       | Ota Fukárek Attila Sávolt           | Edwin Kempes Peter Wessels             | 7–6, 6–4             |
| 1999       | Antonio Prieto Cristiano Testa      | Álex López Morón Germán Puentes        | 4–6, 6–4, 6–3        |
| 2000       | Irakli Labadze Dušan Vemić          | Joan Balcells Germán Puentes           | 6–3, 6–4             |
| 2001       | André Sá Alexandre Simoni           | Daniel Melo Dušan Vemić                | 3–6, 6–3, 7–6(3)     |